# Monolepta foveopyga
Monolepta foveopyga es una especie de insecto coleóptero de la familia Chrysomelidae.
Fue descrita científicamente en 2005 por Medvedev.